# Jón Árnason (Autor)
Jón Árnason (* 17. August 1819 in Hof bei Höfn (Südostisland); † 4. September 1888 in Reykjavík) war ein isländischer Autor und Sammler isländischer Märchen und Sagen.

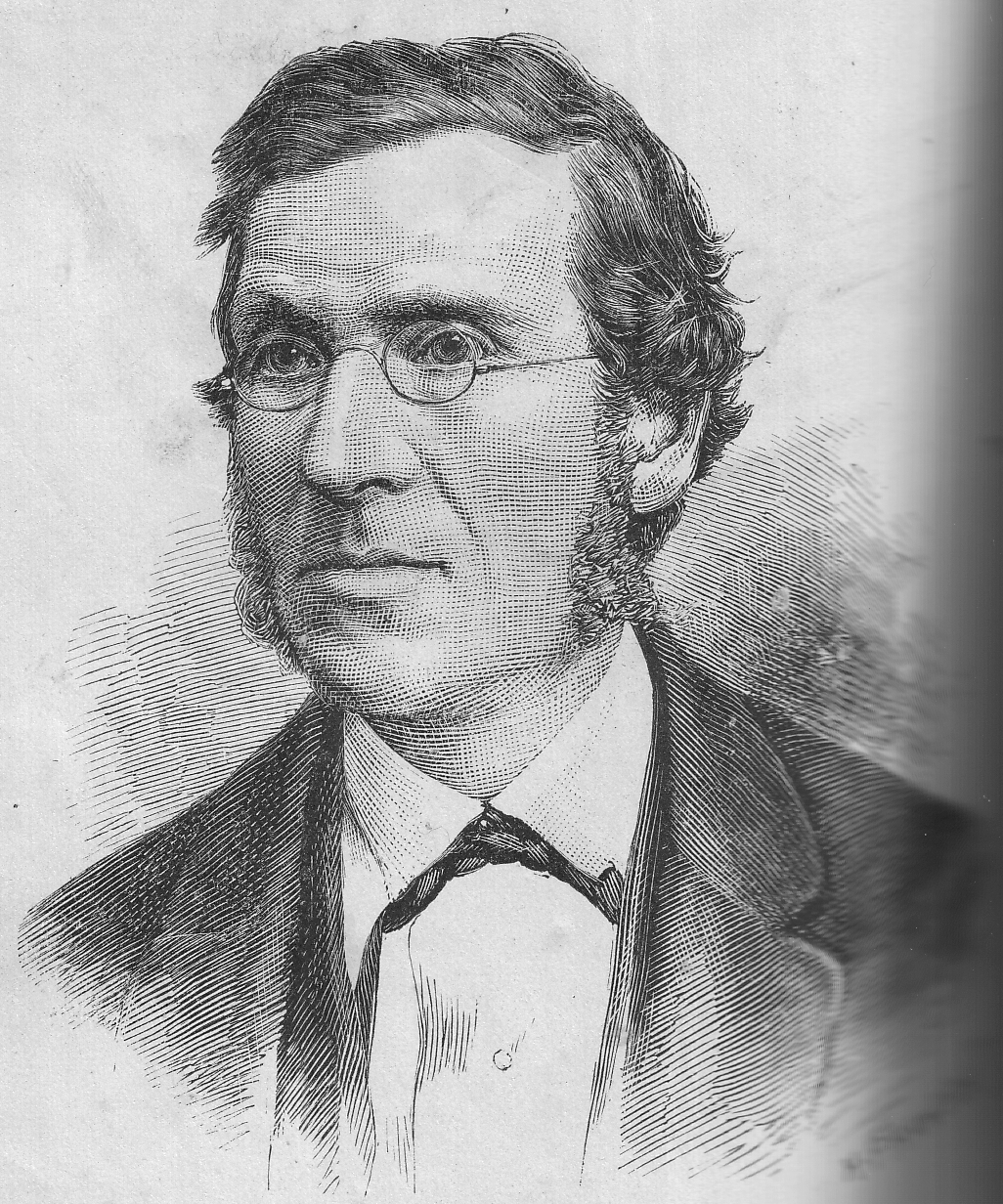
Jón Árnason

## Leben
Jón Árnason war von 1848 bis 1887 Bibliothekar an der Stiftsbibliothek, später Landesbibliothek, der Vorgängerin der Nationalbibliothek Islands in Reykjavík, wo auch sein umfangreicher Brief-Nachlass liegt. Angeregt durch die Kinder- und Hausmärchen der Brüder Grimm, begann Jón Árnason zusammen mit Magnús Grímsson ebenfalls Volkserzählungen zu sammeln und aufzuzeichnen. Allerdings war die Resonanz auf das Erscheinen eines ersten Bandes mit isländischen Volkserzählungen 1852 sehr gering. Erst als der deutsche Rechtshistoriker und Kenner des Altisländischen, Konrad Maurer aus München, 1858 die Insel bereiste und die beiden Forscher in ihrer Tätigkeit ermutigte, führten sie ihre Arbeit weiter. Magnús Grímsson starb 1860, Jón Árnason beendete daraufhin alleine die Sammlung. 1862 und 1864 konnten schließlich zwei Bände isländischer Volkssagen und Märchen mit über 1300 Seiten in isländischer Sprache durch die Vermittlung und tatkräftige Unterstützung Maurers in Leipzig erscheinen.
Jón Árnason verfasste darüber hinaus auch eine Biographie über Martin Luther (1852) und eine Geschichte Karls des Großen (1853).

## Schriften
- Jón Árnason; Magnús Grímsson (Hrsg.): Íslenzk æfintýri. Reykjavík: 1852.
- Jón Árnason: Íslenzkar þjóðsögur og æfintýri. Band I/II. Leipzig: J.C. Hinrichs, 1862/1864.